# Понцио, Леонардо
Леона́рдо Даниэ́ль По́нцио (исп. Leonardo Daniel Ponzio; родился 29 января 1982, Лас-Росас, провинция Санта-Фе) — аргентинский футболист, выступавший на позиции полузащитника.

## Биография
Леонардо Понцио — воспитанник клуба «Ньюэллс Олд Бойз», где провёл первые года профессиональной карьеры. Своей игрой привлёк внимание скаутов ведущих клубов Европы. В итоге в 2003 году он перешёл в «Сарагосу» за 3 миллиона евро. Испанская команда на тот момент находилась подъёме. За «Сарагосу» Понцио отыграл три года, провёл 114 матчей, в которых забил девять голов. В 2007 году Лео вернулся на родину, но уже в «Ривер Плейт», в котором отыграл два года, после чего вернулся в «Сарагосу». Через три года, в январе 2012-го, опять оказался в стане «миллионеров».
«Ривер» впервые в своей истории вылетел во второй дивизион, и команде нужен был опытный игрок в центре полузащиты. «Пепино» помог «Риверу» вернуться в высший дивизион Аргентины. В 2014 году команда выиграла чемпионат Аргентины (Финаль), а также «Суперчемпионат». С приходом на должность главного тренера Марсело Гальярдо «Ривер» продолжил возвращать свои позиции не только в Аргентине, но и во всей Южной Америке. Вместе со своей командой Понцио выиграл Южноамериканский кубок 2014, Кубок Либертадорес в 2015 и 2018 годах, трижды — Рекопу Южной Америки, три Кубка Аргентины и два Суперкубка страны. На протяжении нескольких лет Лео Понцио был капитаном «Ривера». В конце 2021 года «миллионеры» выиграли свой 36-й чемпионат Аргентины, после чего Понцио завершил игровую карьеру.
В составе молодёжной сборной Аргентины — чемпион мира 2001 года. За главную сборную Аргентины Понцио выступал с 2003 по 2013 год.

## Достижения
- Чемпион Аргентины (4): 2008 (Клаусура), 2014 (Финаль), 2013/14 (Суперчемпионат), 2021
- Обладатель Кубка Аргентины (2): 2015/16, 2016/17
- Обладатель Суперкубка Аргентины (1): 2018
- Чемпион Аргентины во Втором дивизионе (1): 2011/12
- Обладатель Кубка Испании (1): 2004
- Обладатель Суперкубка Испании (1): 2004
- Обладатель Южноамериканского кубка (1): 2014
- Обладатель Кубка Либертадорес (2): 2015, 2018
- Финалист Кубка Либертадорес (1): 2019
- Обладатель Рекопы Южной Америки (3): 2015 (не играл), 2016, 2019
- Обладатель Кубка банка Суруга (1): 2015
- Обладатель Евроамериканского суперкубка (1): 2015